# I liga polska w futsalu (1994/1995)
I liga polska w futsalu 1994/1995 – pierwsza edycja najwyższych w hierarchii rozgrywek klubowych polskiej ligi futsalu. Tytuł Mistrza Polski wywalczyła P.A. Nova Gliwice.
W sezonie 1994/1995 za zwycięstwo przyznawane były 2 punkty.

## Tabela
Źródło:
| Lp.    | Drużyna                     | M  | Z  | R | P  | Bramki | Bramki | Różn. | Pkt. | Uwagi           |
| ------ | --------------------------- | -- | -- | - | -- | ------ | ------ | ----- | ---- | --------------- |
| złoto  | P.A. Nova Gliwice           | 28 | 18 | 7 | 3  | 106    | 54     | +52   | 43   | złoto           |
| srebro | Jard Gliwice                | 28 | 18 | 3 | 7  | 135    | 73     | +62   | 39   |                 |
| brąz   | SUW-TOR Łódź                | 28 | 16 | 5 | 7  | 108    | 70     | +38   | 37   | Wyc. po sezonie |
| 4      | Lipnik-Rekord Bielsko-Biała | 28 | 14 | 8 | 6  | 111    | 70     | +41   | 36   |                 |
| 5      | Team Legnica                | 28 | 10 | 3 | 15 | 92     | 103    | -11   | 23   |                 |
| 6      | Team Bielsko-Biała          | 28 | 8  | 5 | 15 | 93     | 128    | -35   | 21   |                 |
| 7      | Energetyk Jaworzno          | 28 | 8  | 4 | 16 | 88     | 105    | -17   | 20   |                 |
| 8      | Promont Kielce              | 28 | 1  | 3 | 24 | 54     | 184    | -130  | 5    | Wyc. po sezonie |

## Najlepsi strzelcy
| Zawodnik        | Drużyna                     | Bramki |
| --------------- | --------------------------- | ------ |
| Andrzej Filosek | Jard Gliwice                | 50     |
| Andrzej Majka   | Energetyk Jaworzno          | 46     |
| Adam Piechówka  | Lipnik-Rekord Bielsko-Biała | 40     |

## Źródła
- Futsalekstraklasa.pl<